# Gil Claes
Gilbert Marie Jacques Claes is een Vlaams radio- en televisiepresentator en ondernemer.
Hij begon zijn carrière in het begin van de jaren '70 bij Radio 2 West-Vlaanderen, waar hij het dagelijkse Soldatenhalfuurtje presenteerde, een programma waarin militairen groeten mochten doorsturen naar het thuisfront.  Daarna ging hij aan de slag bij de Wereldomroep, waar hij tot de late jaren '90 heeft gewerkt.
Naast zijn radiowerk presenteerde hij in de jaren '80 ook de televisieprogramma's Allemaal beestjes en Leven... en laten leven op de openbare omroep.  Beide programma's draaiden rond het thema fauna en flora.
In 1988 richtte hij productiehuis Gil Claes Producties op, dat onder andere programma's maakte over de natuur, zoals Bloemen en pompoenen op Vitaya en Groener wonen op de regionale zenders van Vlaanderen en Brussel.  In december 2012 ging het bedrijf failliet.
Op Eclips TV presenteert hij het programma Groentips.